# Escuela Superior de Bellas Artes de Hamburgo
La Escuela Superior de Bellas Artes de Hamburgo (HFBK Hamburg) es una escuela superior pública de arte situada en Hamburgo, se trata de una escuela superior científico-artística en la que se cursan estudios basados en el arte y sus teorías. Tiene reconocido el estatus de universidad artístico-científica desde 1970.

## Proceso de selección

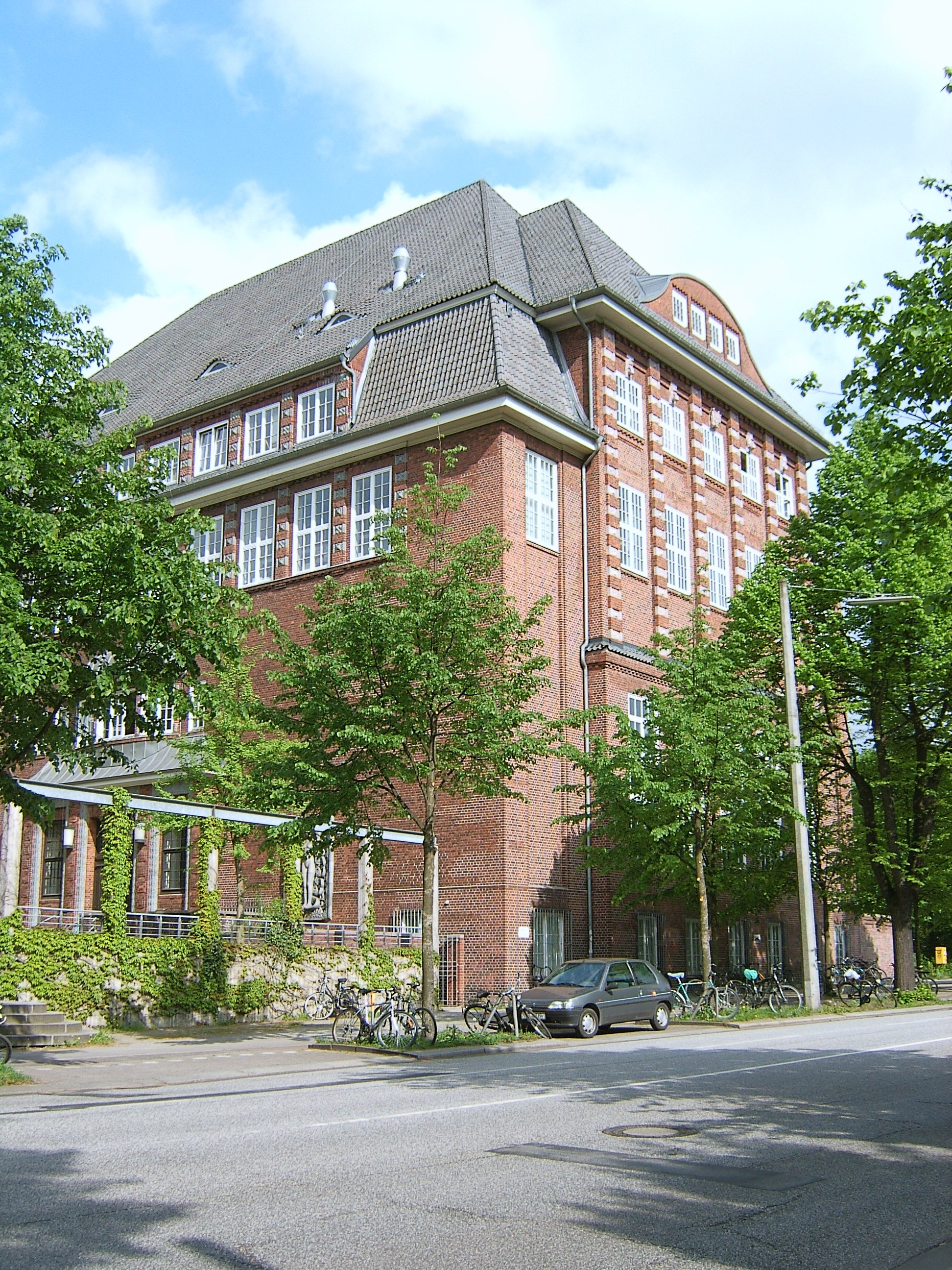
Vista parcial del edificio de la escuela

De los más de 1600 estudiantes que lo solicitan, tan solo 130 son admitidos para cursar estos estudios en la competencia anual. Durante el curso 2015/16 estuvieron registrados 850 estudiantes en la HFBK Hamburg. Número de graduados por año académico: 101 (2010/11), 111 (2011/12), 147 (2012/13), 147 (2013/14), 143 (2014/15), 166 (2015/16).

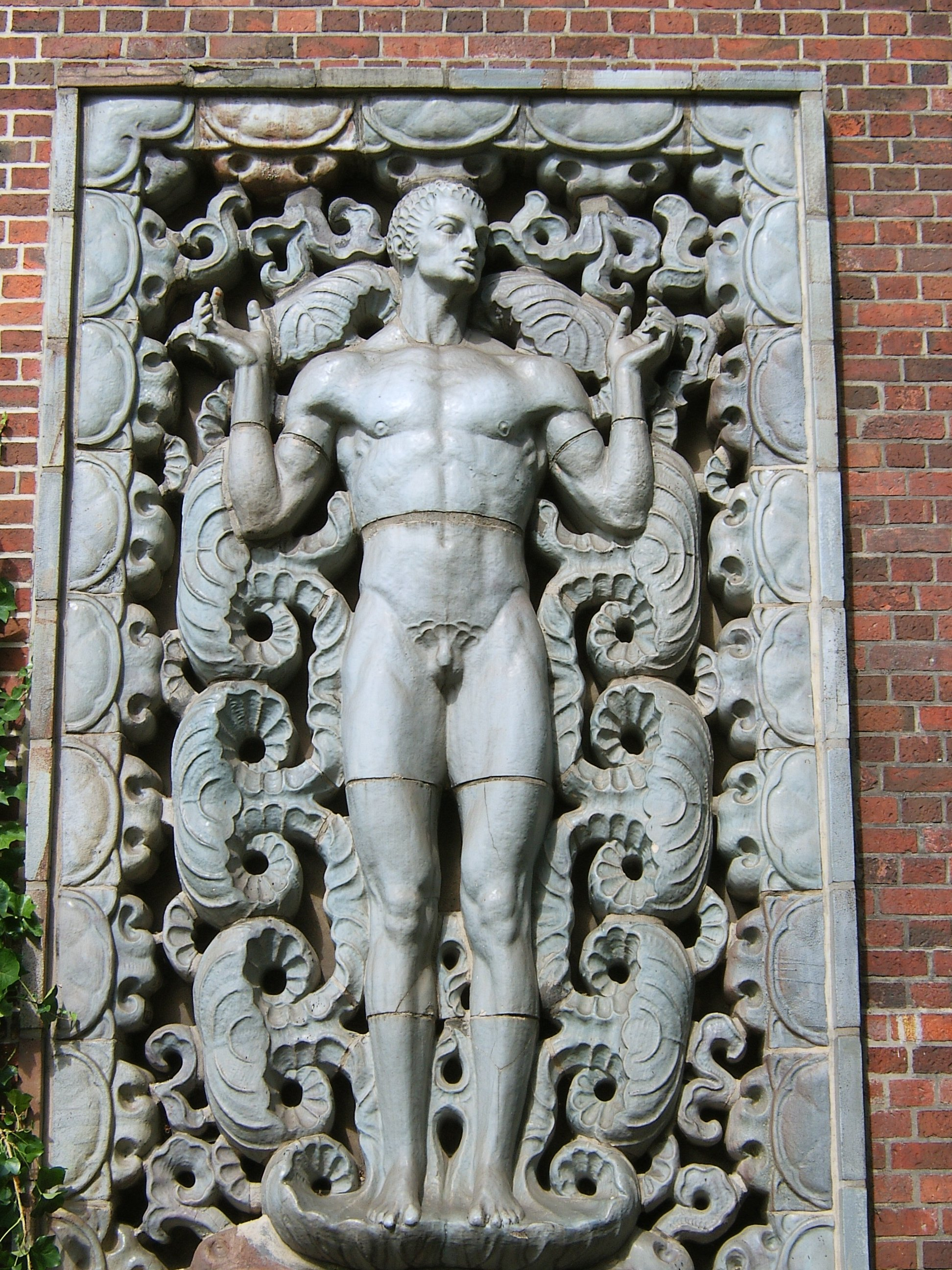
Zona de entrada por el escultor Richard Luksch

## Grados
En el semestre de invierno de 2008/09, se introdujo el programa de Grado/ Máster en Bellas Artes, reemplazando los estudios de licenciatura. Este Grado interdisciplinario abarca todas las especialidades artísticas y científicas ofrecidas por la HFBK. Todos los matriculados, sin excepción, estudian la asignatura de Bellas Artes, y cada estudiante puede elegir por sí mismo estudiar una combinación de distintas especialidades o concentrarse en una sola. Eso les permite formarse en un perfil artístico y/o científico individual. Los tiempos de estudio se dividen en 4 años (8 semestres) para el Grado, y 2 años (4 semestres) para el consiguiente Máster. Desde 2008, la HFBK otorga el título de Dr. phil in art. (Doctor philosophiae in artibus). En enero de 2015 se incorporó un programa de estudios e investigación con el objetivo de obtener el graduado, llamado Ästhetiken des Virtuellen (La Estética de lo Virtual).

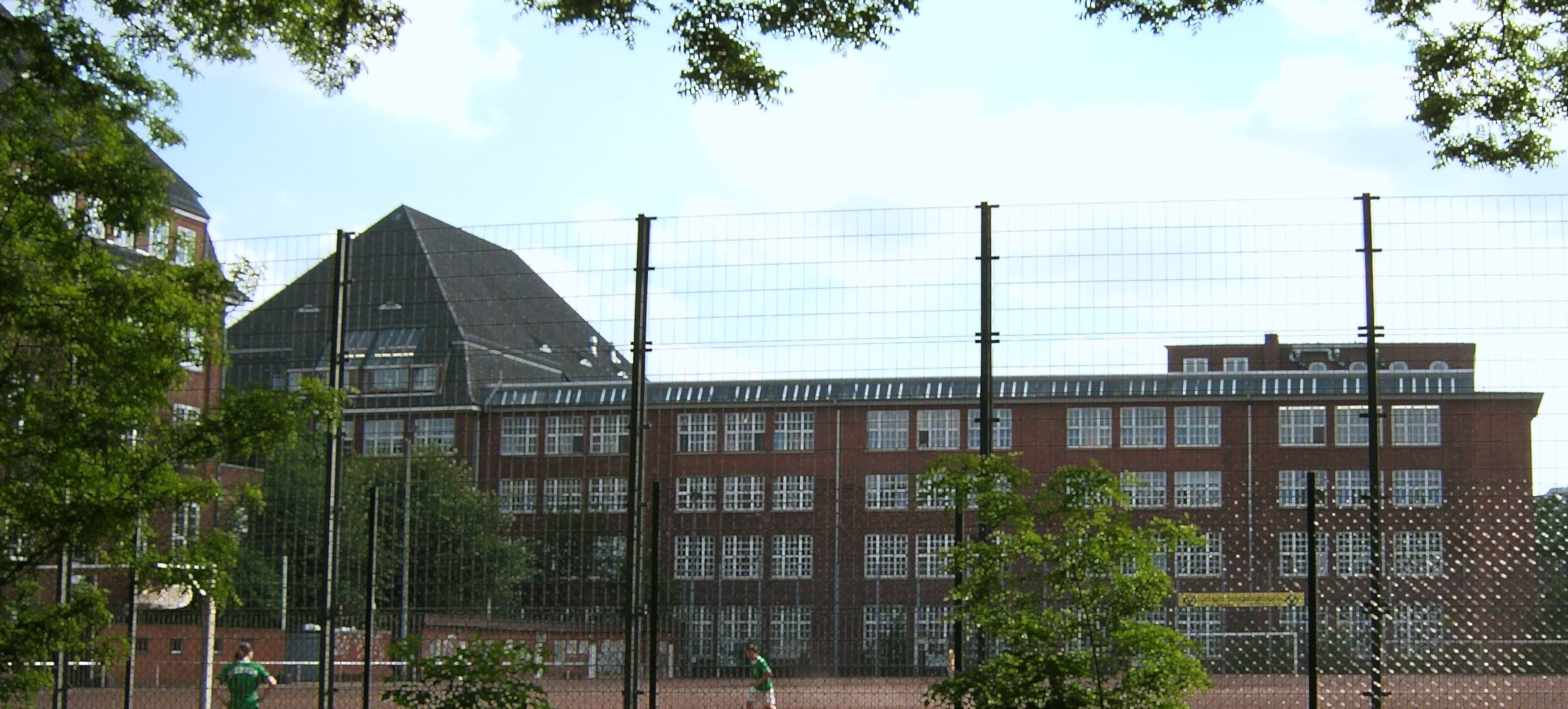
Vista desde el patio

## Especialidades
Cada estudiante puede elegir por sí mismo estudiar una combinación de distintas especialidades o concentrarse en una sola.
- Escultura
- Escenografía | Escenario
- Diseño
- Cinematografía
- Artes gráficas/Tipografía/Fotografía
- Pintura/Dibujo
- Teoría e historia
- Medios contemporáneos

El grado de arquitectura fue trasladado en 2006, previa combinación de todos los grados de arquitectura ofrecidos anteriormente en Hamburgo (HFBK, TU (Universidad Técnica), HAW) a la recientemente fundada HafenCity Universität.

## Internacionalidad
La HFBK está muy comprometida con el fomento de la internacionalización de la universidad y sus estudiantes. Además de contar con profesoras y profesores de renombre internacional o con experiencia internacional, fomenta con gran empeño el intercambio internacional estudiantil. El gran número de universidades hermanadas en el marco del programa de intercambio Erasmus fomentado por la UE posibilitan una gran movilidad internacional. Desde 2010 esta movilidad recibe un gran impulso también más allá del marco europeo por parte de la Art School Alliance (ASA), que fue iniciada conjuntamente con la Fundación Alfred Toepfer F.V.S. El programa de becas hace posible que al año hasta 18 estudiantes de arte de procedencia internacional puedan vivir y trabajar en conjunto gratuitamente en un antiguo edificio industrial, con ayuda de diferentes becas durante un semestre sin pagar las tasas de la universidad. También se desplazan hasta 18 estudiantes de la HFBK todos los años durante un semestre a las universidades hermanadas sin tener que pagar las tasas. Actualmente se encuentran en este programa de la Art School Alliance:
- School of The Museum of Fine Arts, Tufts University, Boston
- Universidad del Cine, Buenos Aires
- China Academy of Art, Hangzhou
- Bezalel Academy of Arts and Design, Jerusalem
- Goldsmiths, University of London, Department of Art
- California Institute of the Arts, Los Ángeles
- Kindai University, Department of Design, Osaka
- École nationale supérieure des beaux-arts de Paris
- San Francisco Art Institute
- Institute of Design, China Academy of Art, Shanghái
- Akademie der bildenden Künste Wien

## Eventos públicos
Muchos eventos de la HFBK son públicos. Además de simposios, charlas, noches de performance y presentaciones cinematográficas, principalmente encontramos tres grandes fechas de exposición anuales: La exposición organizada con las obras de las graduadas y graduados (a principios de julio), la exposición anual con los trabajos semestrales de todos los estudiantes (en febrero) y la Exposición Hiscox Premio del Arte con ocasión de la inauguración del año académico (en octubre). Tanto las exposiciones en la galería de la HFBK, coordinada por diferentes equipos estudiantiles, como la Serie Expositiva Folgendes (Lo Que Sigue), que tiene lugar todos los martes por la tarde, facilitan durante el semestre el intercambio artístico dentro de la universidad y con los visitantes externos.

## Historia
En 1767 se fundó la Escuela de Oficios de Hamburgo por la Sociedad Patriótica. En 1896 se convirtió en Escuela Estatal de Oficios Artísticos y luego en Escuela de Arte dependiente del estado. El edificio principal en la calle Lerchenfeld, en el barrio Uhlenhorst de Hamburgo, fue construido entre 1911 y 1913 expresamente para la Escuela del Arte por el arquitecto Fritz Schumacher. Durante la época del nacionalsocialismo a algunos profesores, como Karl Schneider que no estaban conformes con el régimen, se les obligó a abandonar la enseñanza. Durante esa época el nombre se cambió por Hansische Hochschule für bildende Künste (Escuela Superior de Bellas Artes hanseática), aunque no tuvo estatus de universidad. Después de la II Guerra Mundial, la Escuela volvió a la enseñanza regulada en el año 1945 con el nombre Landeskunstschule (Escuela de Arte del Estado), bajo la dirección del antiguo profesor de la Kölner Werkschulen, Friedrich Ahlers-Hestermann, procedente de Hamburgo.Tras la jubilación de Ahlers-Hestermann fue elegido como su sucesor el arquitecto Gustav Hassenpflug. Hassenpflug dispuso a partir de 1952 una clase con docentes invitados, cuyos resultados documentó. Además, estaba comprometido con la transformación de la escuela del arte del estado en Escuela Superior de bellas artes de Hamburgo. Desde 1970, la Escuela posee además el estatus de enseñanza universitaria artístico-científica. En la década de los 1980, se introdujo una nueva licenciatura que, como consecuencia de los esfuerzos de internacionalización, terminó siendo un sistema consecutivo de Bachiller y Máster.
El establecimiento de las tasas de matriculación en Hamburgo, en julio de 2007, también provocó protestas en masivas y el boicot a la matrícula por parte de un gran número de estudiantes en la HFBK Hamburg. Los estudiantes justificaron sus protestas aludiendo a la inseguridad financiera de las profesiones para las que se estaban formando. En septiembre de 2011, el Senado de la Ciudad Libre y Hanseática de Hamburgo decidió eliminar las tasas de matriculación en todas las universidades de Hamburgo, comenzando esta medida en el semestre de invierno 2012/2013. En diciembre de 2011, el Parlamento de Hamburgo se unió a esta decisión. «En Alemania, las tasas de matriculación son una medida socialmente injusta, además de un modelo obsoleto», dijo a la prensa la entonces senadora de Ciencia Dorothee Stapelfeld. 

## El edificio de la calle Lerchenfeld

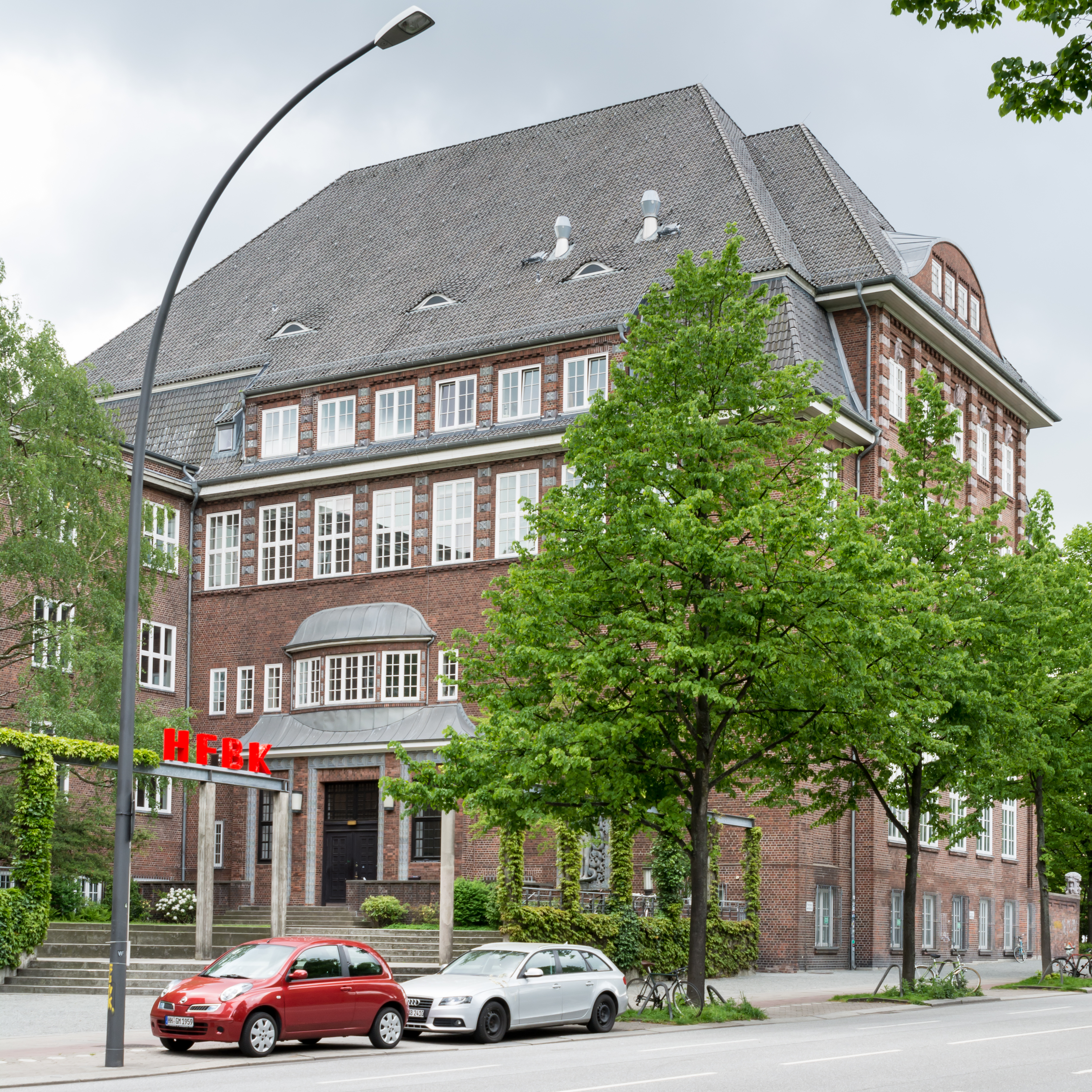
El edificio de entrada en la calle Lerchenfeld

El edificio principal de la Escuela Superior de Bellas Artes de Hamburgo fue construido entre los años 1911 y 1913 en la calle Lerchenfeld, en el distrito de Uhlenhorst en Hamburgo, para ubicar la entonces conocida como Escuela de Artes Aplicadas, que hasta entonces había estado situada en el edificio MKG en Steintorplatz. El promotor era la ciudad libre y hanseática de Hamburgo.
Está situado en una ubicación destacada, elegida por el mismo Fritz Schumacher en el paseo de Kuhmühlenteich, la construcción es visible desde lejos, con sus oscuros ladrillos y sus altos techos abuhardillados para que sobresalga entre los demás edificios formativos de Hamburgo, aludiendo a su «diferenciado carácter festivo».
El centro es una planta con forma de herradura en la calle Lerchenfeld, separada por una arcada del patio, al que originalmente se accedía mediante un pabellón con forma ovalada. Girando a la derecha desde allí, entramos al vestíbulo del edificio principal, con un efecto solemne y severo. Aquí se desarrolla un tipo de espacio desarrollado en las primeras villas de Schumacher incrementando su forma: un vestíbulo rectangular, que recibe la luz de un alto y estrecho grupo de ventanas. En el hall compuesto por dos pisos, encontramos una escalera abierta por su lateral que supone el «esqueleto de la construcción con hormigón armado”, con trozos de hormigón raspado en su superficie, y que ha sido dejada visible a propósito.

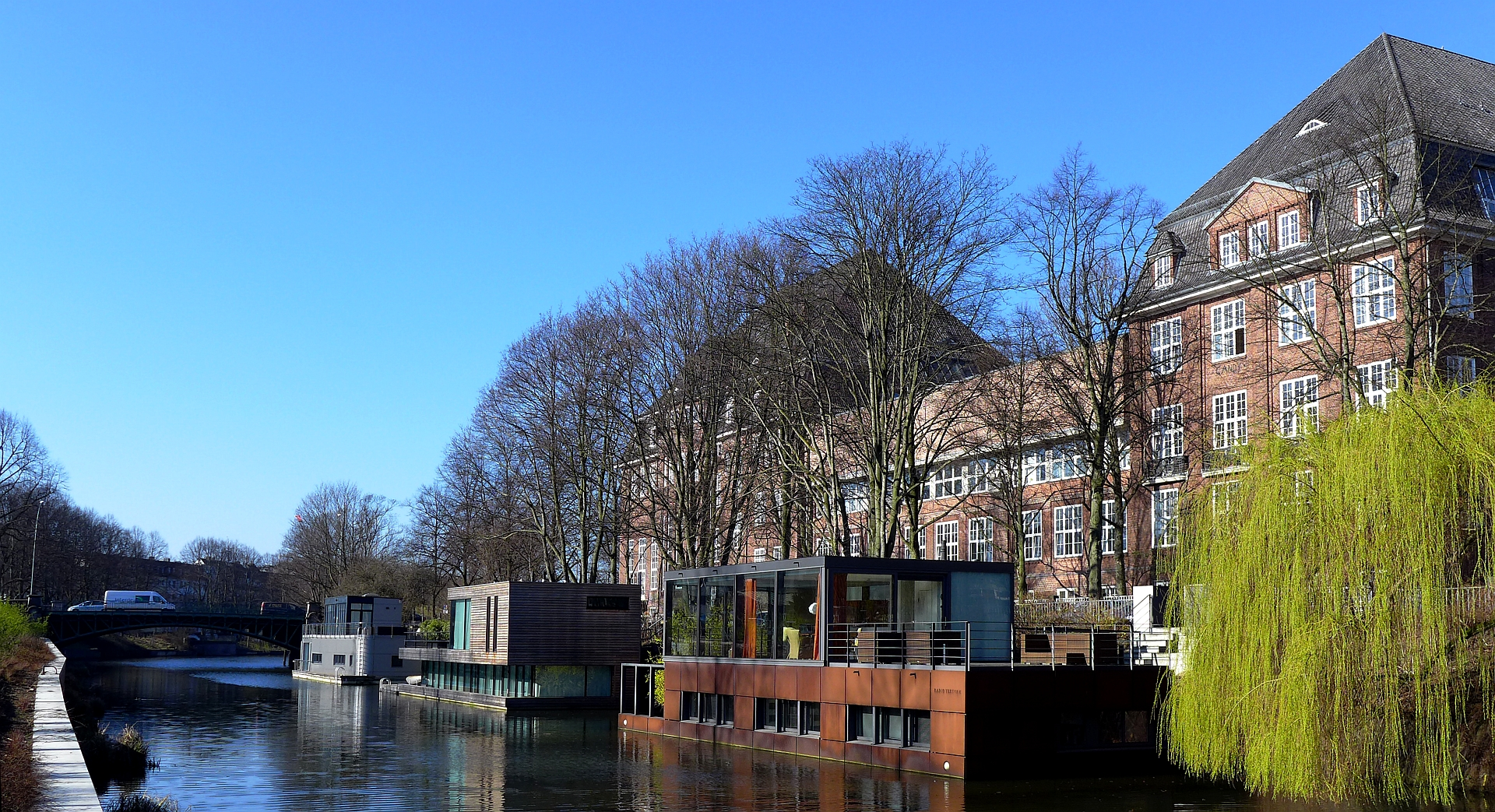
La fachada del edificio que da al canal Eibek con casas barco

En el terreno angular, la disposición de las alas del edificio se basa en su función: Por ejemplo, la posición y la longitud de la construcción, con forma de herradura, permitieron situar muchos estudios en la parte de atrás, más protegida del sol.La finalidad del aislamiento de la parte posterior del ala de talleres este fue proteger los estudios y las clases de los ruidos de las máquinas y de temblores. El edificio está compuesto por un sótano, una planta baja, y tres pisos superiores.  
En la construcción del edificio, Schumacher empleó a varios de los artistas que enseñaban en la Escuela Superior de Bellas Artes. Estos fueron, en especial, Richard Luksch, con el diseño de relieves, tanto internos como externos, Carl Otto Czeschka por sus dibujos sobre una ventana Die Schönheit als Botschaft (La belleza como mensaje) en el vestíbulo de entrada y von Beckerarth, con su imponente mural sobre madera Die ewige Welle (La ola eterna) de aproximadamente 44 metros de largo y 4 metros de alto, en el auditorio, así como, Johann Michael Bossard con sus relieves figurativos austeros en la parte posterior del patio, Friedrich Adler, por su obra bekrönte Zapfen (espigas coronadas), Willi Tizte por su mosaico en el pabellón y Hans Heller por el diseño del interior de la sala de estudios y del despacho del director.
Fritz Schumacher escribió en su memoria Stufen des Lebens (etapas de la vida): «La escalera muestra las formas constructivas tal y como salen del revestimiento, las superficies están trabajadas como superficies de piedra con el cincel. El vestíbulo está ennoblecido por el trabajo en la gran ventana de cristal de Czeschka, la cual todavía considero que es hoy en día una de las mejores obras creadas en Hamburgo. El resto de artistas de la escuela también dejaron su marca personal en el edificio con algún adorno pero, desafortunadamente, esta estas son las únicas obras en las que se les permitió participar: estaba prohibido que las personas con un salario estatal (como por ejemplo los profesores) recibieran dinero destinado a las edificaciones. Probablemente querían crear un semillero de arte, pero tenían miedo de usar el dinero por razones sociales».
Durante la Primera Guerra Mundial el edificio fue empleado como un hospital de reserva. Una foto del Archivo Estatal de Hamburgo muestra heridos de guerra en 1915 frente a la Escuela de Bellas Artes en la calle Lerchenfeld.

## Destacados profesores y estudiantes
- Franz Ackermann (1989 – 1991, estudiante)
- Friedrich Ahlers-Hestermann (1946 – 1951, profesor y director)
- Anni Albers (1919 - 1921, estudiante)
- Karl Allöder (1922 - , estudiante)
- Uwe Bahnsen (estudiante)
- Stephan Balkenhol (1976 – 1982, estudiante)
- Joseph Beuys (1974, profesor)
- Max Bill (1967 – 1974, profesor)
- Ulla von Brandenburg (1998 – 2004, estudiante)
- K.P. Brehmer (1971 – 1997, profesor)
- Vicco von Bülow (1947 – 1949, estudiante)
- André Butzer (estudiante)
- Hanne Darboven (1962 – 1965 estudiante, 2000 - 2009 profesora)
- Lyonel Feininger (1887 – 1888, estudiante)
- Isa Genzken (1969 – 1971, estudiante)
- Dan Graham (1989 – 1993, profesor)
- Gotthard Graubner (1969 – 1992, profesor)
- Charline von Heyl (estudiante)
- Oliver Hirschbiegel (1978 – 1987, estudiante)
- Rebecca Horn (1963 – 1969, estudiante)
- Alfred Hrdlicka (1973 – 1975, profesor)
- Friedensreich Hundertwasser (1959, profesor)
- Martin Kippenberger (1972 – 1976, estudiante)
- Vlado Kristl (profesor)
- Gerhard Marcks (1945 – 1950, profesor)
- Albert Oehlen (1977 – 1981, estudiante)
- Sigmar Polke (1970 - 1971, 1977 – 1991 , profesor)
- Dieter Rams (1981 – 1997, profesor)
- Gerhard Rühm (1972 – 1995, profesor)
- Edwin Scharff (1946 - , profesor)
- Santiago Sierra (1989 – 1991, estudiante)
- Cornelia Sollfrank (1990 – 1994, estudiante)
- Annegret Soltau (1967 – 1972, estudiante)
- Stuart Sutcliffe (1961 – 1962, estudiante)
- Sophie Taeuber-Arp (1912, estudiante)
- Wolfgang Tillmans (1998 – 1999, profesor)
- Joe Tilson (1971 – 1972, profesor)
- Otto Waalkes (estudiante)
- Marianne Wex (estudiante)
- Haegue Yang (2009 - 2010, profesora)